# Проект 5-100
Проект 5-100 (англ. The Russian Academic Excellence Project) — российская государственная инициатива по адаптации университетов к мировым стандартам и включение их в международную образовательную среду. Пятилетний проект был запущен в 2012 году; позднее был продлен до 2020 года.
Основная цель проекта — повышение престижности российского высшего образования и попадание не менее пяти университетов в сотню лучших по версии трёх авторитетных международных рейтингов: Quacquarelli Symonds[en], Times Higher Education[en] и Academic Ranking of World Universities. Другими целями, поставленными перед участниками проекта, являются увеличение количества студентов-иностранцев до 15 % и увеличение количества преподавателей-иностранцев до 10 %.
Одной из основных задач, поставленных перед университетами, является повышение индекса цитирования научных статей сотрудников вузов-участников, который зависит от качества их перевода на английский язык и доли статей в соавторстве с зарубежными учёными.
Исследователи отмечают, что такие проблемы, как разделение научной деятельности по академическим, отраслевым и вузовским институциям, несоответствие российской научной традиции и англо-саксонской образовательной системы; наличие разделения образования и науки, гиперспециализация, семейственность, малая интернационализация, устаревшая система управления и отсутствие университетской автономии несут существенные риски для Проекта 5-100. По состоянию на конец 2019 года, по мнению газет Ведомости и The Bell, в рамках работы на рейтинг некоторые университеты использовали недобросовестные методы, которые позволили формально достичь некоторых целевых показателей.
К началу 2021 года проект окончился провалом: несмотря на потраченные 80 млрд рублей, ни один участник проекта так и не вошёл в топ-100 ни одного международного институционального рейтинга.

## История
Проект 5-100 был запущен Минобрнауки России в соответствии с Указом Президента России от 7 мая 2012 года № 599 «О мерах по реализации государственной политики в области образования и науки». Весной 2013 года Постановлением Правительства Российской Федерации был образован «Совет по повышению конкурентоспособности ведущих университетов Российской Федерации среди ведущих мировых научно-образовательных центров», который стал межведомственным совещательным органом, влияющим на ход реализации проекта. 8 мая 2013 года был объявлен первый этап конкурса. В два этапа из 54 заявок были отобраны 15 университетов, которые получили государственную поддержку. На втором этапе список расширился до 21 университета.
В ноябре 2015 года Дмитрий Медведев подписал постановление, которое продлевало проект до 2020 года. В октябре 2019 года Совет подтвердил, что проект завершается в 2020 году. Было заявлено о планах создания проекта-преемника (в частности программа Приоритет-2030), участниками которого должны были стать не менее 30 университетов.

## Финансирование
В 2013 году планировалось выделить 57,1 млрд рублей на 5 лет. В 2015 году проект был продлен до 2020 года. На конец 2019 года проект 5-100 успел сменить несколько формальных проектов, в рамках которых правительство выделяло субсидии.
| Год                                  | 2012                           | 2013                           | 2014                           | 2015                           | 2016                           | 2017                           | 2018                           | 2019                           | 2020                           |
| Согласно данным Неверова А. В.       | Согласно данным Неверова А. В. | Согласно данным Неверова А. В. | Согласно данным Неверова А. В. | Согласно данным Неверова А. В. | Согласно данным Неверова А. В. | Согласно данным Неверова А. В. | Согласно данным Неверова А. В. | Согласно данным Неверова А. В. | Согласно данным Неверова А. В. |
| ------------------------------------ | ------------------------------ | ------------------------------ | ------------------------------ | ------------------------------ | ------------------------------ | ------------------------------ | ------------------------------ | ------------------------------ | ------------------------------ |
| млрд руб.                            | -                              | 9,0                            | 10,5                           | 10,5                           | 11,1                           | 10,6                           | 10,3                           | 10,0                           | 14,5                           |
| млн долл.                            | -                              | 282,1                          | 272,0                          | 171,9                          | 166,7                          | 182,1                          | 176,3                          | 172,5                          | 249,1                          |
| Согласно распоряжениям правительства |                                |                                |                                |                                |                                |                                |                                |                                |                                |
| млрд руб.                            | -                              | 8,7                            | 10,15                          | 10,14                          | 10,93                          | 10,31                          | 9,91                           | 9,90                           | 10,07                          |

Ежегодные субсидии выделялись Минобрнауки и распределялись на основе рекомендаций Совета между университетами-участниками на основе изучения качества их планов и текущих результатов работы.

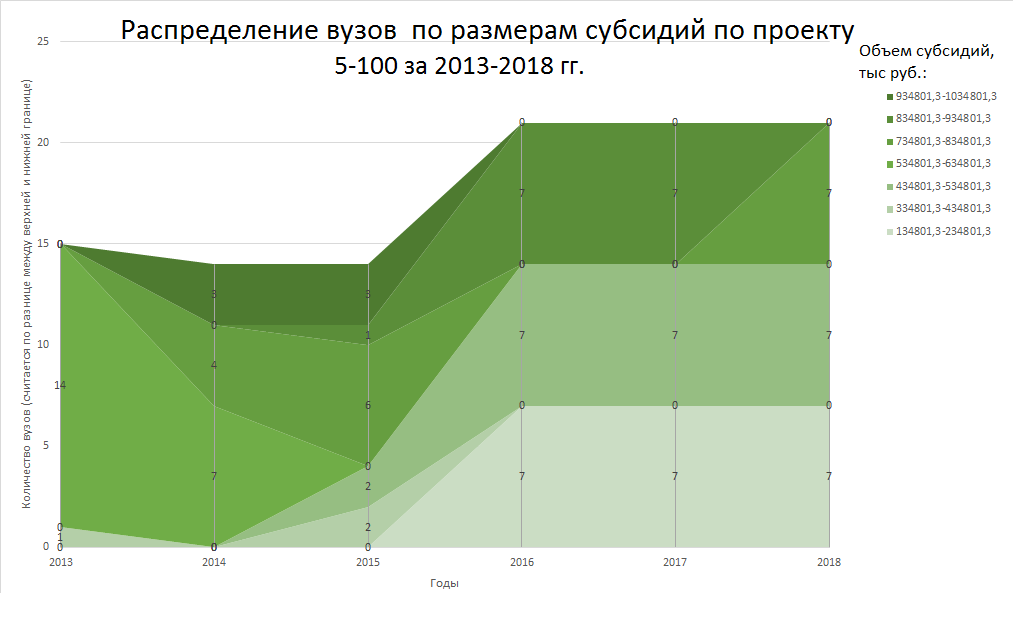
Распределение университетов по размеру субсидий по Проекту 5-100 за 2013—2018 гг.

В конце 2014 года субсидии по программе были сохранены на докризисном уровне за счёт перераспределения бюджета. Минобрнауки сохранило бюджет проекта 5-100 за счёт сокращения на 10 % стипендиального фонда всех университетов России.

## Целевые рейтинги
Цель проекта — способствовать выводу не менее пяти университетов России в сотню лучших университетов мира в рамках трех крупнейших авторитетных мировых рейтингов:
- Times Higher Education World University Rankings от Times Higher Education;
- QS World University Rankings от Quacquarelli Symonds[англ.];
- SJTU Academic Ranking of World Universities от Шанхайского университета Цзяотун.

Университеты оцениваются по формальным параметрам, таким как количество публикаций и цитируемость, количество нобелевских лауреатов, репутация среди академического сообщества и работодателей, доля иностранных студентов и преподавателей, доход от производственной деятельности, научные исследования и др.

### THE World University Rankings
| Показатель по World University Rankings       | 2012    | 2013    | 2014    | 2015 | 2016 | 2017 | 2018 | 2019 | 2020 | 2021 |
| --------------------------------------------- | ------- | ------- | ------- | ---- | ---- | ---- | ---- | ---- | ---- | ---- |
| Количество участников проекта в Топ 100       | 0       | 0       | 0       | 0    | 0    | 0    | 0    | 0    | 0    | 0    |
| Справочно: высший ранг российского вуза (МГУ) | 276-300 | 201-225 | 226-250 | 196  | 161  | 188  | 194  | 199  | 189  | 174  |

### QS World University Rankings
| Показатель по World University Rankings       | 2012 | 2013 | 2014 | 2015 | 2016 | 2017 | 2018 | 2019 | 2020 | 2021 |
| --------------------------------------------- | ---- | ---- | ---- | ---- | ---- | ---- | ---- | ---- | ---- | ---- |
| Количество участников проекта в Топ 100       | 0    | 0    | 0    | 0    | 0    | 0    | 0    | 0    | 0    | 0    |
| Справочно: высший ранг российского вуза (МГУ) | 116  | 120  | 114  | 107  | 108  | 108  | 95   | 90   | 84   | 74   |

### SJTU Academic Ranking of World Universities
| Показатель по Academic Ranking of World Universities | 2012 | 2013 | 2014 | 2015 | 2016 | 2017 | 2018 | 2019 | 2020 | 2021 |
| ---------------------------------------------------- | ---- | ---- | ---- | ---- | ---- | ---- | ---- | ---- | ---- | ---- |
| Количество участников проекта в Топ 100              | 0    | 0    | 0    | 0    | 0    | 0    | 0    | 0    | 0    | 0    |
| Справочно: высший ранг российского вуза (МГУ)        | 80   | 79   | 84   | 86   | 87   | 93   | 86   | 87   | 93   | 97   |

## Реализация проекта
Проект 5-100 реализовывали университеты-участники. Их координировал Совет, который рассматривал отчёты, распределял финансирование и др. Согласно исследованию Ерёминой, основные усилия участников проекта были направлены на изменения в области образования, науки, сервиса, инфраструктуру, управления и финансов. Планы университетов были основаны на сильных сторонах каждого из них. К непосредственным методам достижения целей относились такие, как привлечение иностранных специалистов, создание лабораторий, формирование проектных офисов и ребрендинг.
В рамках предписаний об приведении соотношения «преподаватель—студент» к «1 — 12» для части университетов, участвующих в Проекте 5-100, было сделано исключение.
Университеты-участники вынуждены были распределять бюджет, одобренный Советом и Минобрнауки, таким образом, чтобы охватить все планы по реализации «5-100». Некоторые университеты решили перераспределить бюджет за счет сокращения штата преподавателей или понижении ставки, что привело к увольнениям.

## Оценка результатов
В 2015 году физик Андрей Ростовцев, сооснователь проекта «Диссернет», указывал на неэффективность расходов Минобрнауки на вхождение российских вузов в топ-100 ведущих мировых рейтингов, говоря, что «как и во многих других делах, просто деньгами этот вопрос не решается». Различие между лидерами рейтингов и участниками проекта заключаются в наличии у первых истории, традиции и высокой научной репутации.
В 2016 году по итогу проверки Счётная палата выявила множественные нарушения и недостатки Проекта 5-100 за 2013—2015 гг.:
- риски того, что несмотря на существенную поддержку, ни один из университетов, получивших субсидию в 2013—2015 годах, не занял места в первой сотне ведущих мировых университетов;
- недостаточное нормативное обеспечение;
- нарушения правил и условий соглашений предоставления субсидий;
- нарушения и недостатки при использовании университетами предоставляемых субсидий.

Согласно исследованию Ерёминой С. Л., университеты-участники демонстрируют опережающий рост основных показателей, характеризующих публикационную активность, как по сравнению с контрольной группой вузов, так и по сравнению с собственными ожиданиями. В периоде с 2013 по 2015 год у участников проекта число публикаций в журналах из первого квартиля выросло в среднем с 201,85 до 287,23 шт., при этом в контрольной группе университетов наблюдалось падение.
По мнению доктора наук в области образования и развития человека Арарата Осипяна, по состоянию на 2018 год очевидно, что ни один из российских университетов в первую сотню не попадает и адекватным названием проекта могло бы быть «Проект 0-100». Оптимизм относительно Проекта 5-100 Осипян связывает наличием перспективы относительно бывших советских республик.
На конец 2019 года, по мнению газет Ведомости и The Bell, некоторые университеты использовали недобросовестные методы влияния на целевые рейтинги (смежные выводы были сделаны в 2017 году в работе Юдкевич):
- увеличение количества публикаций достигалось в том числе за счет[9]:
  - публикаций в мусорных журналах;
  - вознаграждением за упоминания университета в статье, как места работы ученого;
- увеличение количества публикаций в рамках конференций[9]:
  - с 2010 года количество конференций выросло в 27 раз;
  - изменение статуса конференции на международную за счет приглашения незначительного количество участников из ближнего зарубежья;
  - взрывной рост количества платных заочных конференций.

В 2021 году Счётная палата констатировала провал проекта, поскольку ни один университет, участвовавший в проекте, не пробился в первую сотню рейтингов ARWU, THE или QS. В то же время ряд локальных успехов (попадание в отдельные предметные рейтинги ARWU, THE или QS) позволил российским вузам встроиться в мировые академические тенденции.

## Список участников
| Университеты I волны (2013 год, 15 шт.) | Университеты II волны (2015 год, +6 шт.) |
| --- | --- |
| - Дальневосточный федеральный университет - Казанский университет - Московский физико-технический институт - Национальный исследовательский технологический университет «МИСиС» - Томский государственный университет - Томский политехнический университет - Высшая школа экономики - Национальный исследовательский ядерный университет «МИФИ» - Нижегородский государственный университет - Новосибирский государственный университет - Самарский национальный исследовательский университет имени академика С. П. Королёва - Санкт-Петербургский политехнический университет Петра Великого - Санкт-Петербургский государственный электротехнический университет - Университет ИТМО - Уральский федеральный университет | - Балтийский федеральный университет имени Иммануила Канта - Первый Московский государственный медицинский университет имени И. М. Сеченова - Российский университет дружбы народов - Сибирский федеральный университет - Тюменский государственный университет - Южно-Уральский государственный университет |